# سفارة غينيا في مصر
سفارة غينيا لدى مصر هي الممثلية الدبلوماسية العليا لدولة غينيا لدى جمهورية مصر العربية.

## السفارة
7 أبو الفدا، الزمالك، محافظة القاهرة ·

## اقرأ أيضا
- قائمة البعثات الدبلوماسية في مصر